# 阮振鐸
阮 振鐸（げん しんたく）は、中華民国、満州国の医師・政治家・外交官。字は叔周。

## 事績
奉天省立高等工業学校を卒業し、さらに1913年（民国2年）に南満医学堂を卒業した。1919年（民国8年）、日本に留学し、京都帝国大学で医化学を専攻した。帰国後の1923年（民国12年）、奉天公立医学院院長兼東北大学校医となった。その後、奉天派の支配地域で軍医等を歴任している。1929年（民国17年）、長春・吉林・吉敦鉄路医院院長となった。
満州国成立後の1932年（大同元年）4月、奉天省公署秘書長に就任する。また、この頃には、于静遠や満州青年連盟の山口重次・小澤開作とともに、満州協和党（後の満州国協和会）を結成した。11月、国務院国都建設局局長に任命された。1935年（康徳2年）5月21日、張景恵が国務総理となった際に文教部大臣として抜擢される。1937年（康徳4年）6月23日、謝介石の後任として駐日特命全権大使を命ぜられた。1940年（康徳7年）12月6日、 李紹庚と入れ替わりで交通部大臣に任命される。1942年（康徳9年）9月28日、全面的な内閣改造に伴い経済部大臣に移り、1944年（康徳11年）12月16日には外交部大臣へ転じた。
1945年（民国34年）8月、満州国が滅亡すると、阮振鐸はソ連に逮捕、連行されてしまう。1950年7月31日、中華人民共和国に引き渡され、撫順戦犯管理所に収監された。なお、この収監中において、愛新覚羅溥儀による『我が半生』（原題『我的前半生』）の執筆を手伝っている。1962年、特赦により釈放された。以後、吉林衛生学校、長春市立医院図書館などで勤務している。1973年、死去。享年82。

## 注
1. ↑  中央檔案館編(2000)、129頁。
2. ↑  王ほか主編（1996）、553頁は1893年（光緒19年）、徐主編（2007）、410頁は1881年（光緒7年）生としているが、本人の供述調書である中央檔案館編(2000)に従う。
3. 1 2 3 4  王ほか主編（1996）、553頁。
4. 1 2 3 4  徐主編（2007）、410頁。
5. ↑  山室（2004）、199頁
6. ↑   「鄭総理辞表を捧呈 張景恵氏に大命降下」『東京朝日新聞』昭和15年（1935年）5月22日夕刊。
7. ↑  「駐日満州国大使 阮文教部大臣に決す」『東京朝日新聞』昭和12年（1937年）6月24日夕刊。
8. ↑  「駐日満大使異動 李交通部大臣と入代り」『東京朝日新聞』昭和15年（1940年）12月7日夕刊。
9. ↑  「共栄圏の重責完遂へ 満州国大臣全面更迭」『朝日新聞』昭和17年（1942年）9月29日。
10. ↑  「満州国大臣級異動」『朝日新聞』昭和19年（1944年）12月17日。徐主編（2007）、410頁。